# Дятел-коротун бурий
Дя́тел-короту́н бурий (Meiglyptes tukki) — вид дятлоподібних птахів родини дятлових (Picidae). Мешкає в Південно-Східній Азії.

## Опис

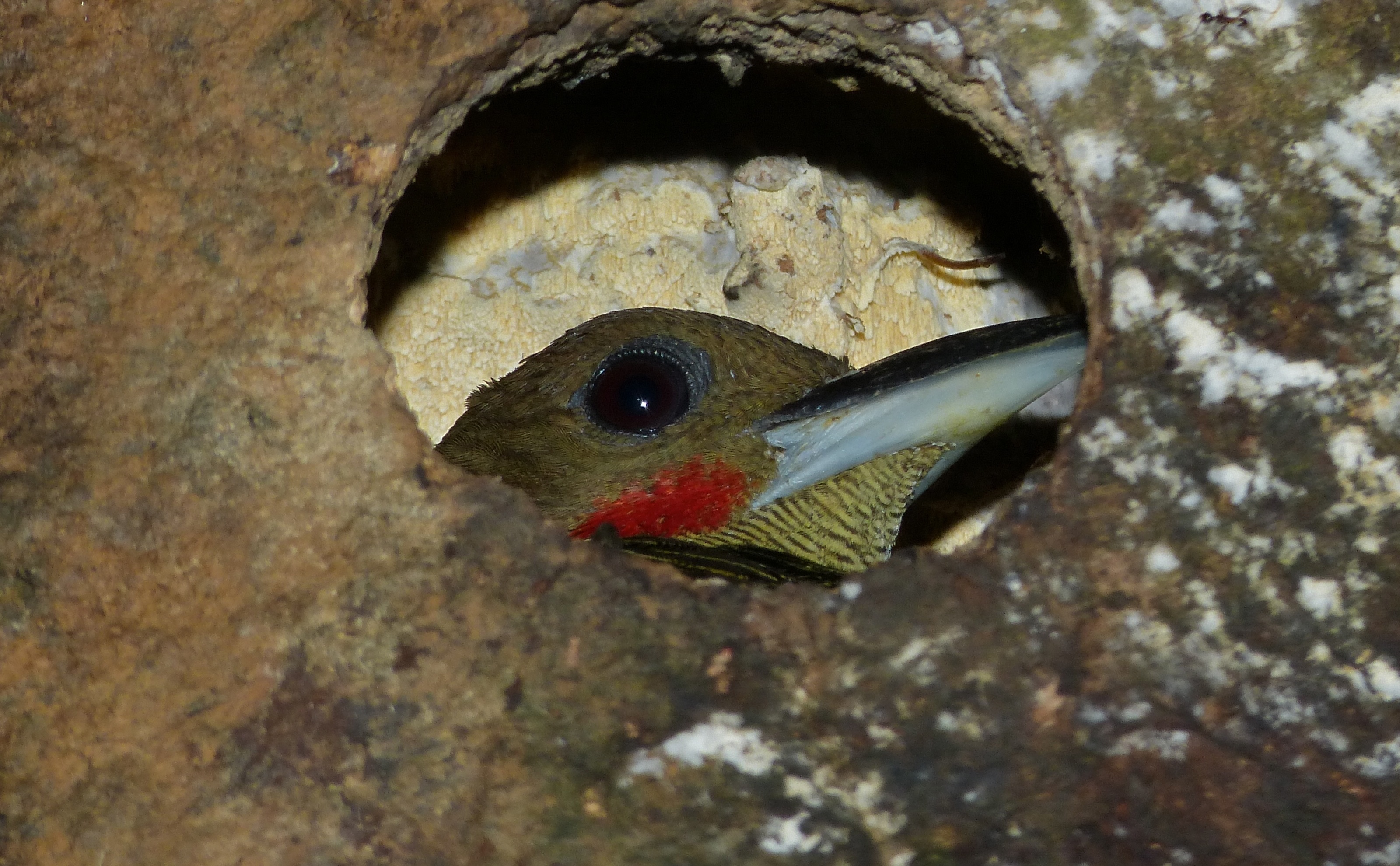
Бурий дятел-коротун в дуплі

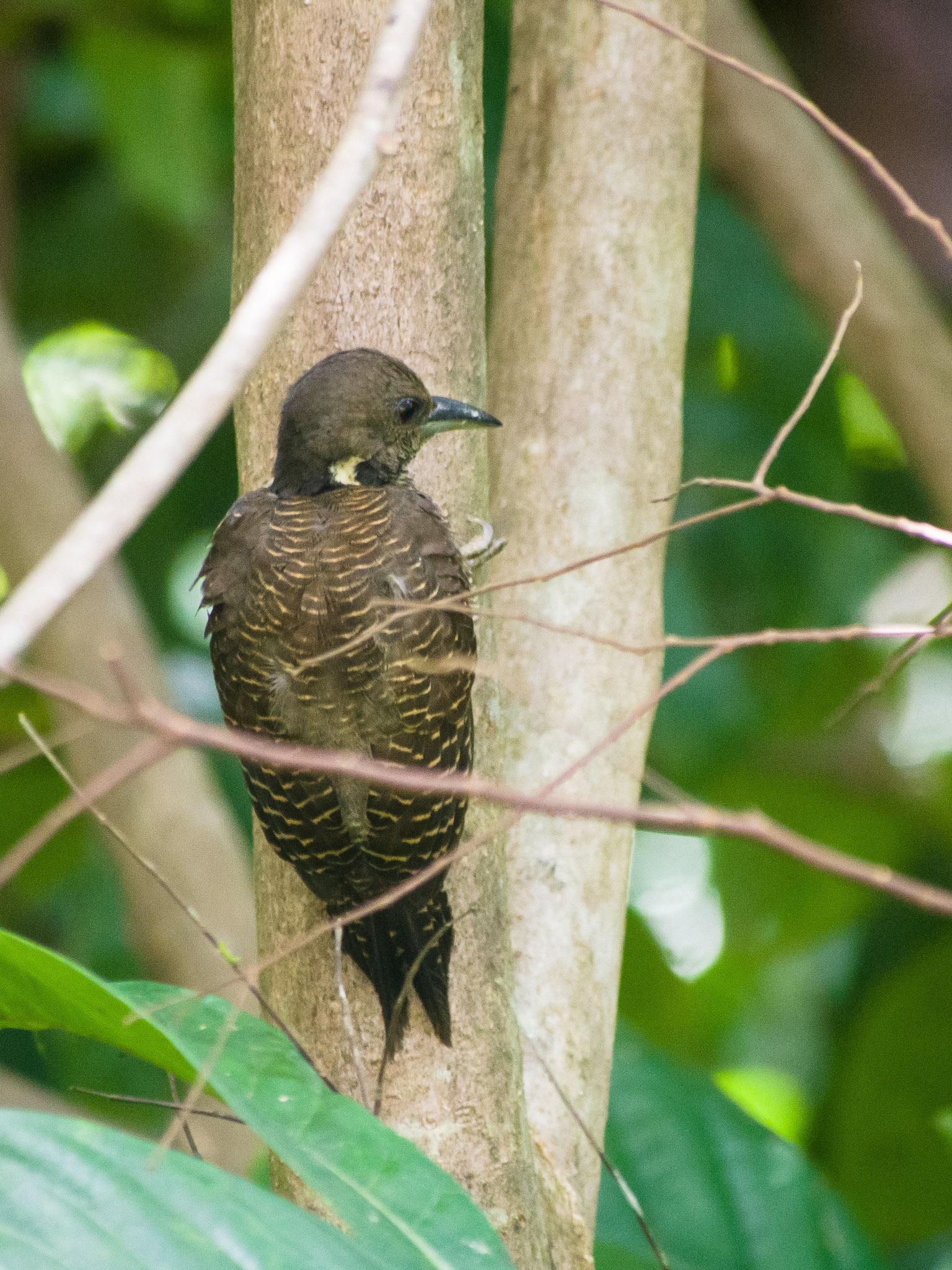
Бурий дятел-коротун

Довжина птаха становить 21 см, вага 43-64 г. У самців номінативного підвида верхня частина тіла і хвіст темно-оливково-коричневі, поцятковані вузькими охристими смужками, на верхніх покривних перах крил також є темно-червоні смужки. Крила темно-коричневі, поцятковані вузькими охристими смужками, на внутрішніх опахалах пер вони більш широкі і білуватіші. Горло і верхня частина грудей чорнувато-коричневі, прешта нижньої частини тіла коричнева, поцяткована вузькими охристими смужками, на боках вони більш широкі, на середині живота майже не виражені. Нижня сторона крил коричнева, нижні покривні пера крила дещо світліші. Нижня сторона хвоста темно-оливково-коричнева, поцяткована вузькими охристими смужками.
Голова, включно з коротким чубом на тімені і з потилицею, рівномірно темно-сіро-коричнева або оливково-коричнева. Під дзьобом червоні "вуса", які на шиї переходять у широкі охристі смуги, окаймлені з боків чорнуватими смугами. Підборіддя і горло поцятковані чорнувато=коричневими і охристими смужками. Райдужки червоні, червонувато-карі або карі. Дзьоб відносно довгий, зверху чорний, знизу світліший, сірий або білуватий. Лапи зеленувато-сірі або сірувато-коричневію
У самиць червоні "вуса" під дзьобом відсутня, ця частина голови у них темно-сірувато-коричнева або оливково-коричнева, як і решта голови. У представників підвиду M. t. pulonis дзьоб більш довгий, забарвлення загалом більш коричневе і менш оливкове, горло світліше. Представники підвиду M. t. percnerpes мають більш смугасте забарвлення, ніж представники номінативного підвиду, загалом більш коричневе або рудувато-коричневе і менш оливкове. Представники підвиду M. t. infuscatus вирізняються коротшими крилами, забарвлення у них менш смугасте, а світлі смужки в оперення менш чіткі, верхня частина голови більш темна. У представників підвиду M. t. batu тім'я чорнувате, а на грудях є корнтрастна чорнувата пляма.

## Підвиди
Виділяють п'ять підвидів:
- M. t. tukki (Lesson, RP, 1839) — Малайський півострів, острови Суматра, Баньяк[en] Банка, північні острови Натуна[en], північний Калімантан;
- M. t. pulonis Chasen & Kloss, 1929 — острови Банггі[en] (на північ і північний схід від Калімантану);
- M. t. percnerpes Oberholser, 1924 — південь Калімантану;
- M. t. infuscatus Salvadori, 1887 — острів Ніас;
- M. t. batu Meyer de Schauensee & Ripley, 1940 — острови Бату[en].

## Поширення і екологія
Бурі дятли-коротуни мешкають в М'янмв, Таїланді, Малайзії, Індонезія і Брунеї. Вони живуть у вічнозеленних і широколистяних тропічних лісах, у старих вторинних лісах та в заболочених лісах з густим підліском. Зустрічаються поодинці або парами, переважно на висоті до 600 м над рівнем моря, місцями на висоті до 1200 м над рівнем моря. Живуться комахами, яких шукають на гілках і серед листя в кронах дерев, а також на великих гілках і стовбурах дерев нижньому ярусі лісу. Сезон розмноження в Малайзії триває з травня по червень. Бурі дятли-коротуни гніздяться в дуплах дерев, на висоті від 1,5 до 5 м над землею. В кладці 2 яйця. За пташенятами доглядають і самиці, і самці.

## Збереження
МСОП класифікує стан збереження цього виду як близький до загрозливого. Бурим дятлам-коротунам загрожує знищення природного середовища.